# 女の片えくぼ
『女の片えくぼ』（おんなのかたえくぼ）は、千葉真一の楽曲。1968年にキングレコードから販売されたシングル『男の子守唄』のB面。

## 解説
千葉真一率いるGSバンド「ザ・サタンズ」で、千葉がボーカルをしている楽曲である。1968年5月11日に放送された『キイハンター』第6話「影のメロディー」で、風間洋介（千葉）と谷口ユミ（大川栄子）がゴーゴー喫茶で踊るシーンの劇伴に流され、ザ・サタンズもバックバンドのメンバーとして出演している。

## 「男の子守唄」収録曲
SIDE-A
- 男の子守唄
作詞 - 田畑稔、作曲 - 麻生影一、編曲 - 小町昭[1]
※千葉真一と下沢広之名義だが、下沢はセリフのみ。

SIDE-B
- 女の片えくぼ
作詞 - 田畑稔、作曲 - 中川武、編曲 - 小町昭[1]

## 形式・製作
※ライナーノーツより。
- 盤式 - EP（2曲とも45回転）
- ライナーノーツ - 4ページ
- 規格番号 - BS-845
- 発売年月日 - 1968年
- 発売価格 - ￥400
- 音楽レーベル - キングレコード